# コレラワクチン

コレラワクチンはコレラ感染予防に有効なワクチンである。初めの6か月は約85%の効能があり、初年の効能は50%～60%である。2年以降の効能は50%以下なる。大部分の人口が予防接種をすることによって予防接種を受けていない人も集団免疫によって予防される。
世界保健機構は感染の危険性が高い人には他の予防対策と組み合わせたワクチンの使用を推奨している。2～3回の経口ワクチンが一般的に勧められている。注射ワクチンもあるが世界どこでも入手できるわけではない。2010年に数カ国で注射投与できるコレラワクチンが入手できた。
経口ワクチンは一般的に安全である。副作用により軽い腹痛や下痢が発生することがある。 妊娠中や免疫機能の低い人にも安全に服用できる。このワクチンの使用は60か国以上で認められている。コレラが発症する国での予防接種は経済的に効果的である。
初期のコレラワクチンが開発されたのは1800年代後半である。コレラワクチンは初めて研究室で作られ幅広く使われるようになったワクチンである。経口コレラワクチンが使用されるようになったのは1990年代である。このワクチンは世界保健機関の必須医薬品リストに記載されており、基本的な医療制度で最も重要な投薬である。コレラワクチンの接種価格は0.10から4.0米ドルである。